# کاوسیتی
کاوسیتی (به اسپانیایی: Caucete) یک منطقهٔ مسکونی در آرژانتین است که در بخش کاوسیتی واقع شده‌است. کاوسیتی ۲۸٬۲۲۲ نفر جمعیت دارد و ۵۷۰ متر بالاتر از سطح دریا واقع شده‌است.